# Universidade de Évora
A Universidade de Évora (UE) foi fundada a 1 de Novembro de 1559 pelo Cardeal D. Henrique, Arcebispo de Évora, mais tarde Rei de Portugal, a partir do Colégio do Espírito Santo. Foi instituída por bula do Papa Paulo IV, como Universidade do Espírito Santo e entregue à Companhia de Jesus, que a dirigiu durante dois séculos. Em 1759 foi encerrada por ordem do Marquês do Pombal, aquando da expulsão dos Jesuítas.
Voltou a ser aberta em 1973, por decreto do então ministro da Educação, José Veiga Simão. No mesmo local onde a antiga Universidade fora fechada, foi criado o Instituto Universitário de Évora (IUE). Em 1975 foi criada a Escola Superior de Estudos Sociais e Económicos Bento de Jesus Caraça pelo Decreto-Lei n.º 513/75, de 20 de Setembro, procurando substituir o Instituto Superior Económico e Social de Évora (ISESE), fundado em 1964 — por iniciativa da Companhia de Jesus e da Fundação Eugénio de Almeida — que suspendeu as actividades lectivas na sequência do 25 de Abril de 1974. Em 1976, a Escola Superior de Estudos Sociais e Económicos Bento de Jesus Caraça é extinta e os seus alunos são integrados no recém-criado Departamento de Economia do IUE.

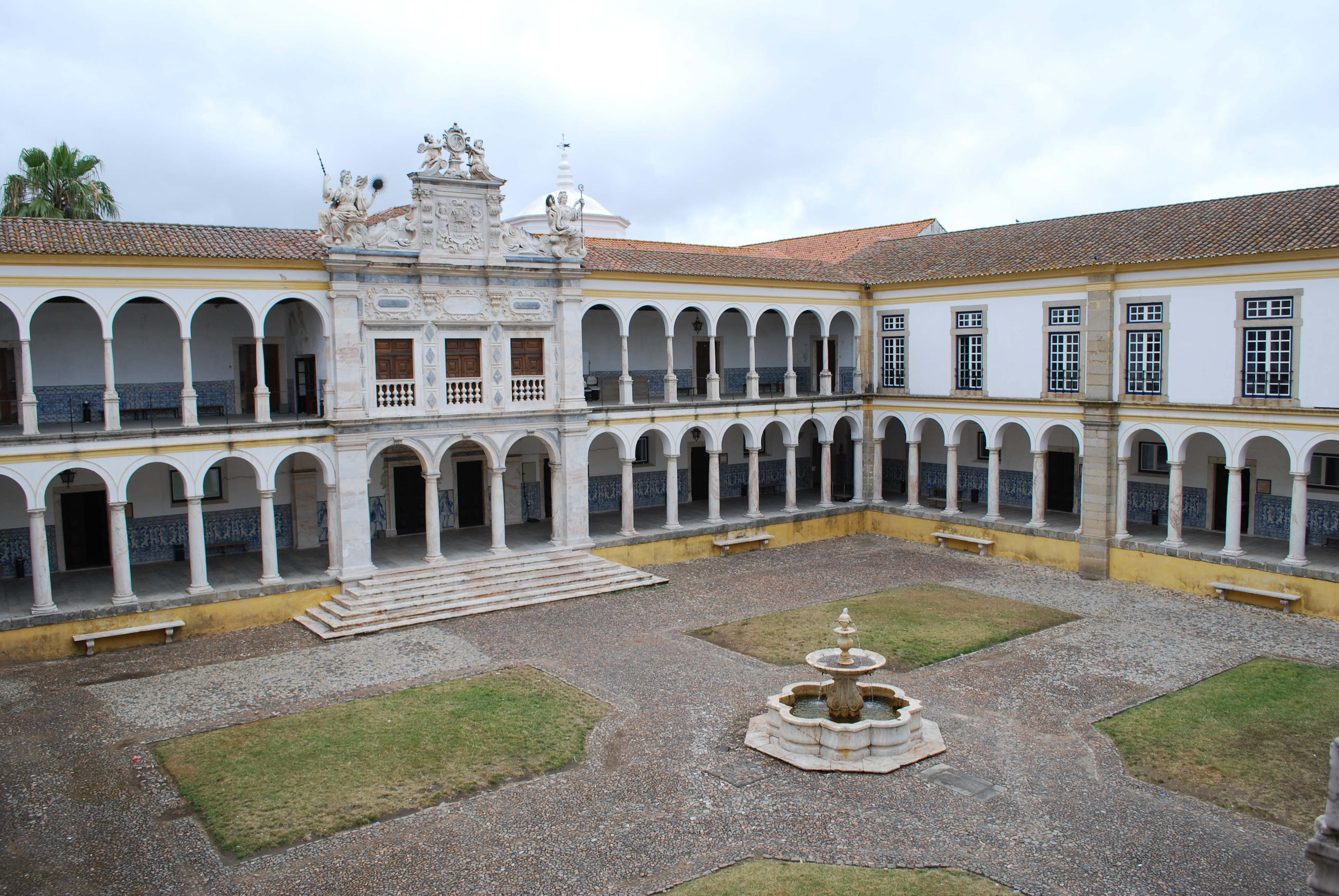
Colégio do Espírito Santo

Em 1979, o Instituto Universitário de Évora dá lugar à nova Universidade de Évora.

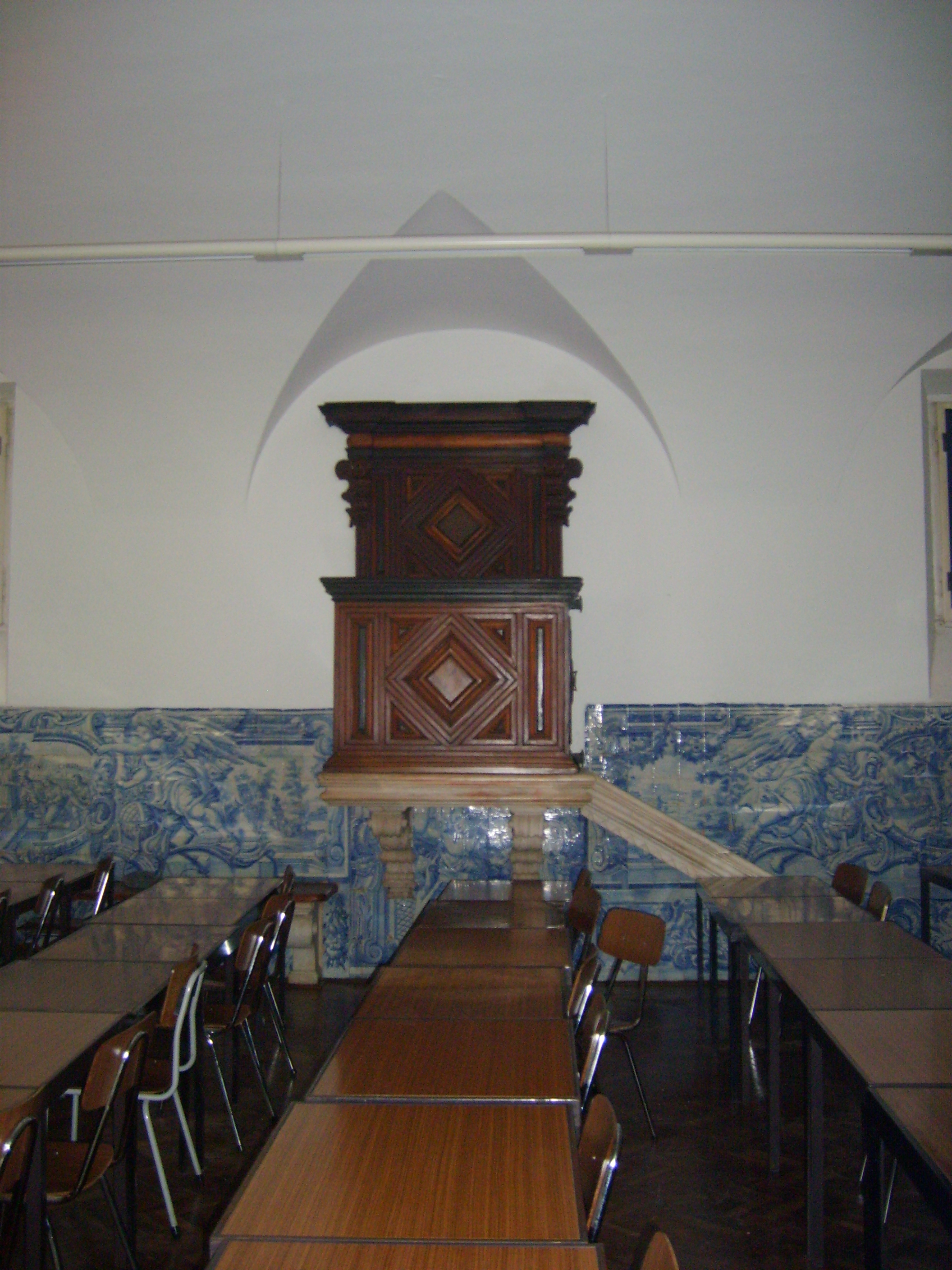
Uma das salas de aula da Universidade, conservando a cátedra e azulejos dos jesuítas

## História
A Universidade de Évora foi a segunda universidade a ser fundada em Portugal. Após o retorno das instalações da então universidade portuguesa para Coimbra, em 1537, fez-se sentir a necessidade de uma outra universidade que servisse o sul do país. Évora, metrópole eclesiástica e residência temporária da Corte, surgiu desde logo como a cidade mais indicada. Ainda que a ideia original de criação da segunda universidade do Reino tenha pertencido a D. João III, coube ao Cardeal D. Henrique a sua concretização. Interessado nas questões de ensino, começou por fundar o Colégio do Espírito Santo, confiando-o à então recentemente fundada Companhia de Jesus. Ainda as obras do edifício decorriam e já o Cardeal solicitava de Roma a transformação do Colégio em Universidade plena. Com a anuência do Papa Paulo IV, expressa na bula Cum a nobis de Abril de 1559, foi criada a nova Universidade, com direito a leccionar todas as matérias, excepto a Medicina, o Direito Civil e a parte contenciosa do Direito Canónico. A inauguração solene decorreu no dia 1 de Novembro desse mesmo ano. Ainda hoje, neste dia se comemora o aniversário da Universidade, com a cerimónia da abertura solene do ano académico.
As principais matérias ensinadas eram Filosofia, Moral, Escritura, Teologia Especulativa, Retórica, Gramática e Humanidades, o que insere plenamente esta Universidade no quadro tradicional contra-reformista das instituições católicas europeias do ensino superior, grande parte das quais, aliás, controladas pelos jesuítas. No reinado de D. Pedro II, viria a ser introduzido o ensino das Matemáticas, abrangendo matérias tão variadas, como a Geografia, a Física, ou a Arquitectura Militar.
O prestígio da Universidade de Évora durante os dois séculos da sua primeira fase de existência confundiu-se com o prestígio e o valor científico dos seus docentes. A ela estiveram ligados nomes relevantes da cultura portuguesa e espanhola, dos quais importa ressaltar, em primeira linha, Luis de Molina, Teólogo e moralista de criatividade e renome europeu. Em Évora, foi doutorado um outro luminar da cultura ibérica desse tempo, o jesuíta Francisco Suárez, depois professor na Universidade de Coimbra. Aqui ensinou durante algum tempo Pedro da Fonseca, considerado o mais importante filósofo português quinhentista, célebre pelo esforço de renovação neo-escolástica do pensamento aristotélico. Apesar das tentativas de modernização e abertura ao novo espírito científico, que caracterizam a Universidade setecentista, há que reconhecer, contudo, que, a exemplo da sua irmã mais velha de Coimbra, o seu esforço não se traduziu numa efectiva abertura dos espíritos às necessidades dos tempos novos. Não obstante o alto valor individual de numerosos docentes, o sistema de ensino como um todo, revelou-se desajustado e antiquado. Évora participou, assim, na tendência global de virar costas à Europa transpirenaica, que caracterizou a generalidade das elites e instituições culturais ibéricas do Antigo Regime.

### Encerramento das atividades
Quando a conjuntura política e cultural de meados do século XVIII se começou a revelar hostil aos jesuítas, não admira que a Universidade de Évora se tenha facilmente transformado um alvo da política reformadora e centralista de Pombal. Em 8 de Fevereiro de 1759 — duzentos anos após a fundação — a Universidade foi cercada por tropas de cavalaria, em consequência do decreto de expulsão e banimento dos jesuítas. Após largo tempo de reclusão debaixo de armas, os mestres acabaram por ser levados para Lisboa, onde muitos foram encarcerados no tristemente célebre Forte da Junqueira. Outros foram sumariamente deportados para os Estados Pontifícios.
Contudo, a vocação pedagógica do estabelecimento manteve-se e os estudos mantiveram-se no espaço físico da Universidade pela mão, primeiro dos professores régios nomeados pelo governo pombalino e depois, a partir de 1776, da Terceira Ordem de S. Francisco que aqui manteve estudos, sob a protecção do Arcebispo de Évora, D. Manuel do Cenáculo. No século XIX, com as reformas pedagógicas do liberalismo, foi o Colégio do Espírito Santo sucessivamente escolhido para albergar a Casa Pia de Évora, o Liceu Nacional de Évora, e a Escola Comercial e Industrial, instituições que muito contribuíram para a instrução de milhares de jovens até à década de setenta do século XX. A partir da segunda metade do século XIX, ao instalar-se no nobre edifício henriquino o Liceu de Évora, a rainha Dona Maria II, em atenção à tradição universitária da cidade e do edifício, concedeu a prerrogativa do uso de "capa e batina" aos seus estudantes.

### O renascimento da Instituição
A partir de finais dos anos 50 inicia-se um processo que, passando pela criação do Instituto Superior Económico e Social de Évora em 1964 e do Instituto Universitário de Évora em 1973, culmina na criação da Universidade de Évora em 1979 por decreto do então ministro da Educação, José Veiga Simão.

## Escolas, IIFA e Departamentos
As Escolas, compostas por Departamentos e o Instituto de Investigação e Formação Avançada são Unidades Orgânicas da Universidade:
- Escola de Artes:
  - Departamento de Arquitectura
  - Departamento de Artes Cénicas
  - Departamento de Artes Visuais e Design
  - Departamento de Música

- Escola de Ciências e Tecnologia:
  - Departamento de Biologia
  - Departamento de Desporto e Saúde
  - Departamento de Engenharia Rural
  - Departamento de Física
  - Departamento de Engenharia Mecatrónica
  - Departamento de Fitotecnia
  - Departamento de Geociências
  - Departamento de Informática
  - Departamento de Matemática
  - Departamento de Medicina Veterinária
  - Departamento de Paisagem, Ambiente e Ordenamento
  - Departamento de Química Departamento de Zootecnia

- Escola de Ciências Sociais:
  - Departamento de Economia
  - Departamento de Filosofia
  - Departamento de Gestão
  - Departamento de História
  - Departamento de Linguística e Literaturas
  - Departamento de Pedagogia e Educação
  - Departamento de Psicologia
  - Departamento de Sociologia

- Escola Superior de Enfermagem S. João de Deus:
  - Departamento de Enfermagem

- Instituto de Investigação e Formação Avançada
  - Cátedra Energias Renováveis
  - MARE-UE - Centro de Ciências do Mar e do Ambiente
  - CESEM - Centro de Estudos de Sociologia e Estética Musical
  - CEFAGE - Centro de Estudos e Formação Avançada em Gestão e Economia
  - CEL - Centro de Estudos em Letras CHAIA - Centro de História da Arte e Investigação Artística
  - CICP - Centro de Investigação em Ciência Política
  - CIEP - Centro de Investigação em Educação e Psicologia
  - CIMA - Centro de Investigação em Matemática e Aplicações
  - CQE - Centro de Química de Évora
  - CIDEHUS - Centro Interdisciplinar de História, Culturas e Sociedades
  - CICS.NOVA.UÉvora - Centro Interdisciplinar de Ciências Sociais
  - ICAAM - Instituto Ciências Agrárias e Ambientais Mediterrânicas
  - ICT - Instituto de Ciências da Terra
  - IHC - Instituto de História Contemporânea
  - LISP - Laboratório de Informática, Sistemas e Paralelismo
  - HERCULES - Laboratório HERCULES - Herança Cultural, Estudos e Salvaguarda
  - INBIO/CIBIO.UE - Rede de Investigação em Biodiversidade e Biologia Evolutiva

## Unidades de investigação

### Centro Interdisciplinar de História, Culturas e Sociedades
O Centro Interdisciplinar de História, Culturas e Sociedades (CIDEHUS) é uma unidade de investigação da Universidade de Évora, fundada em 1994. Realiza projetos de investigação nas áreas de História, Humanidades e Ciências Sociais, com foco na Europa do Sul e no Mediterrâneo.

### Cátedra Energias Renováveis
A Cátedra Energias Renováveis foi criada em 2010 e teve como titular até 2019 o Professor Doutor Manuel Collares-Pereira. A partir de 2019, o titular da Cátedra Energias Renováveis é o Doutor Pedro Horta. Tem como missão o desenvolvimento de soluções tecnológicas e aplicações de energia solar para a descarbonização de diferentes setores da economia, de forma a potenciar o contributo da energia solar para a Transição Energética.
A Cátedra Energias Renováveis integra e lidera a INIESC - Infraestrutura Nacional de Investigação em Energia Solar de Concentração, parte do Roteiro Nacional de Infraestruturas de Investigação de Interesse Estratégico.

## Projectos
- aLANtejo